# Lee Kyung-won
Lee Kyung-won (koreanisch 이경원; * 21. Januar 1980 in Changwon, Gyeongsangnam-do) ist eine Badmintonspielerin aus Südkorea.

## Karriere
Lee Kyung-won gewann 2003 mit Ra Kyung-min das Damendoppel der German Open.
Lee nahm für Korea im Badminton bei Olympia 2004 im Damendoppel mit ihrer Partnerin Ra Kyung-min teil. Sie hatten in der ersten Runde ein Freilos. In der zweiten Runde schlugen sie Pernille Harder und Mette Schjoldager aus Dänemark. Im Viertelfinale bezwangen Lee und Ra Lotte Bruil und Mia Audina aus den Niederlanden mit 15:5, 15:2. Sie verloren das Halbfinale gegen Zhang Jiewen und Yang Wei aus China mit 15:6, 15:4, gewannen aber das Match um Rang 3 gegen Zhao Tingting und Wei Yili, auch aus China, mit 10:15, 15:9, 15:7, und gewannen so die Bronzemedaille.
2008 gewann sie mit ihrer Partnerin Lee Hyo-jung dem Damendoppelwettbewerb der Yonex German Open in Mülheim an der Ruhr.